# 記利佐治街

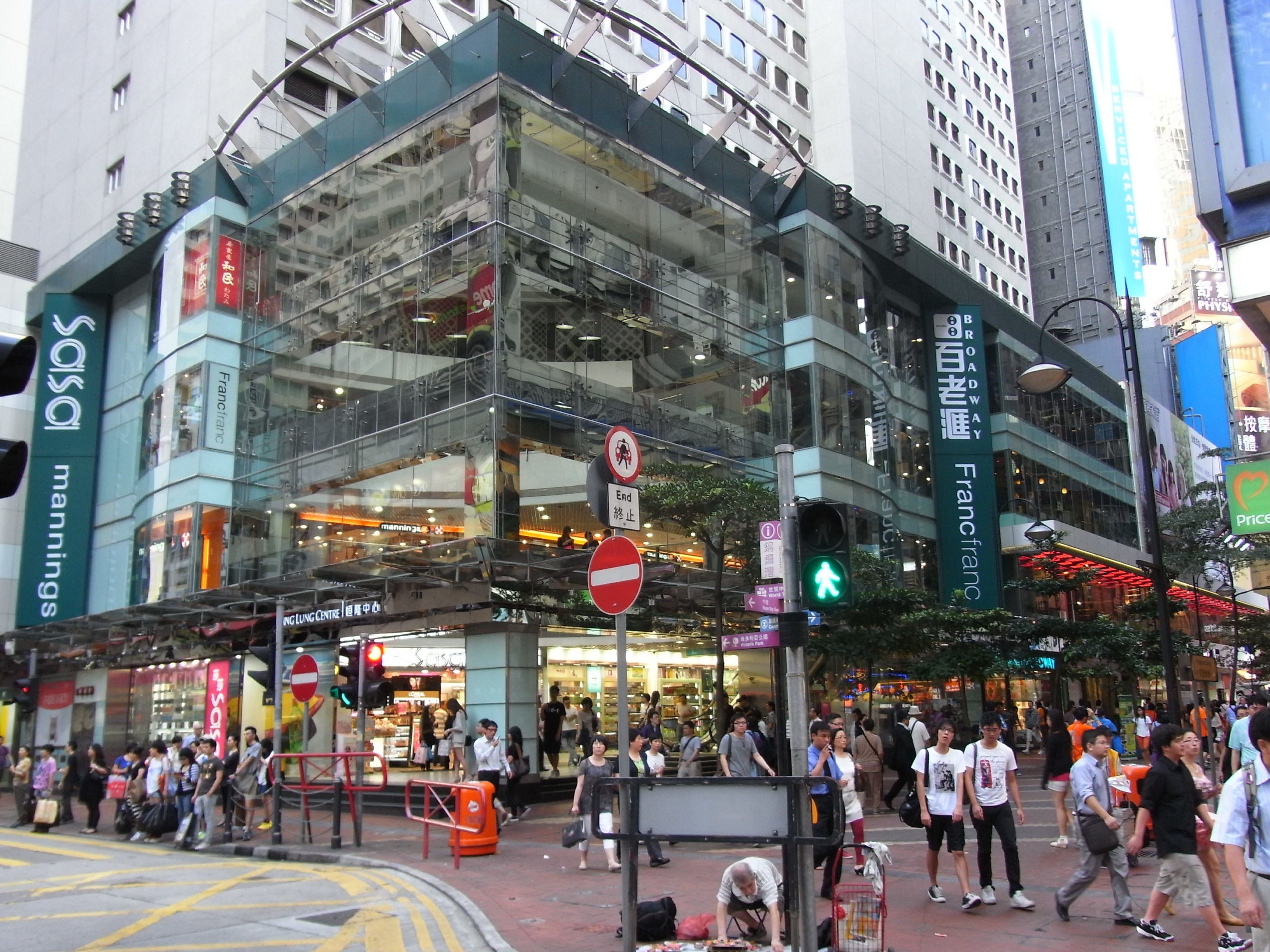
恆隆中心，過去有另一家日資百貨公司松坂屋進駐

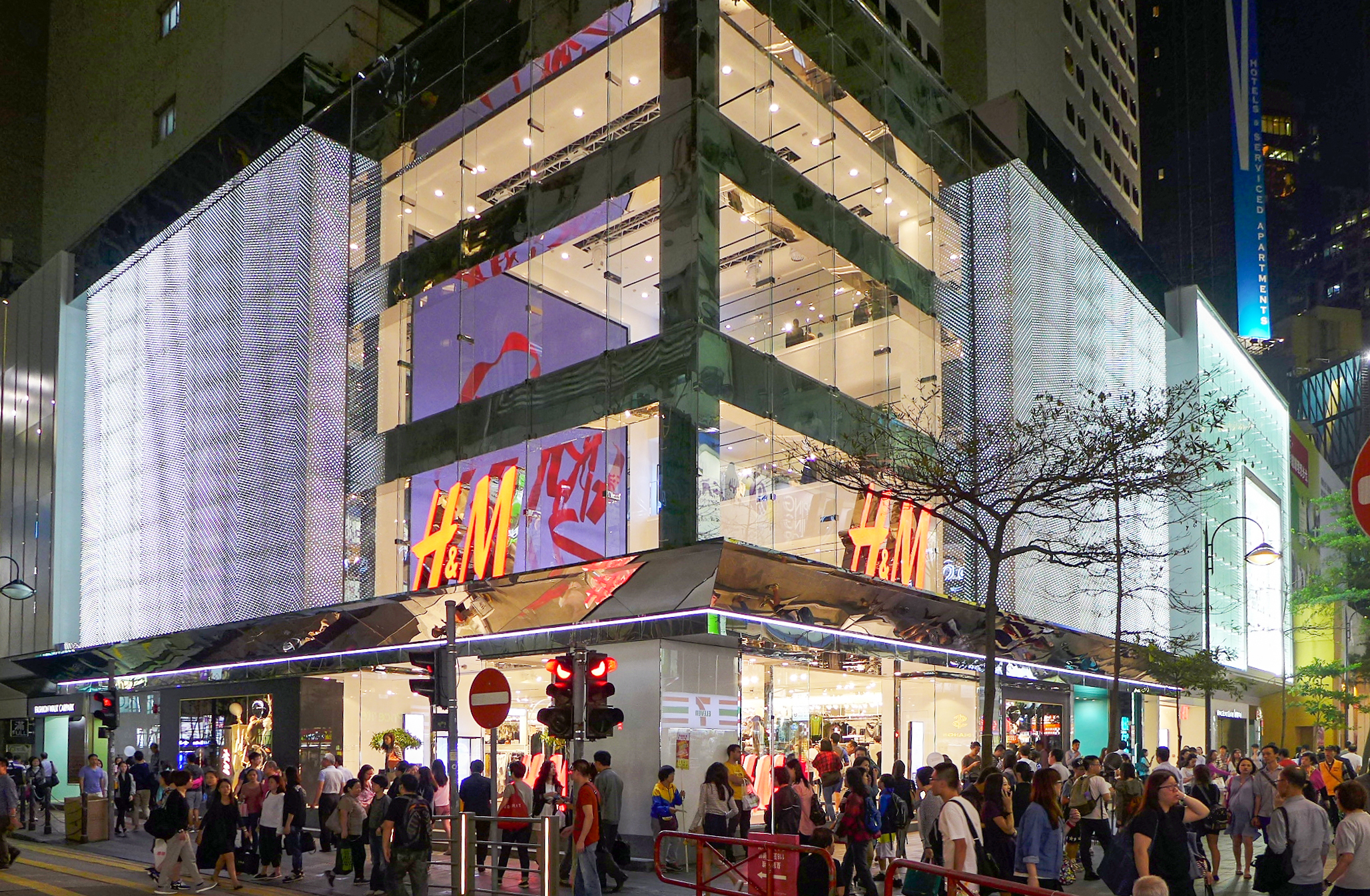
現址為H&M香港旗艦店

記利佐治街（英語：Great George Street）是香港島灣仔區銅鑼灣的一條繁華步行街街道，西接東角道，東接內告士打道，中段與百德新街交界，為灣仔區人流最多的一條街道之一。街道以在倫敦西敏的同名街道而命名，而該倫敦街道則是以1727年至1760年在位的大不列顛國王和愛爾蘭國王佐治二世的暱稱命名，而並不是以香港被英國佔領後才登基的佐治五世命名。這使得記利佐治街是本港街道中以最古老的西方人命名。
在從前，記利佐治街最有名的是日資大丸百貨公司，位於華登大廈基座，大丸百貨公司於1998年結業後，改建成名店坊商場，惟「大丸」之名已深入香港市民民心，故現時前往銅鑼灣糖街的小巴仍以「大丸」作為目的地地名，使用至今。
於1940年4月3日面世的維他奶工廠，位於記利佐治街。而第一間24小時經營的惠康超級市場就是記利佐治街分店。記利佐治街也成為了2005年香港反對世貿遊行衝突中的重要示威場地之一。
本街道曾經在反修例示威中被示威者改成「記利老母街」。

## 鄰近
- 軒尼詩道
- 怡和街
- 東角道
- 香港崇光百貨
- 東角中心
- 金百利商場
- 銅鑼灣地帶
- 百德新街
- 名店坊
- 翡翠明珠廣場
- 恒隆中心
- 珠城大廈
- 皇室堡皇室大廈
- 柏寧酒店
- 告士打道
- 維多利亞公園

## 交通
港鐵：
- █  港島綫：銅鑼灣站E出口

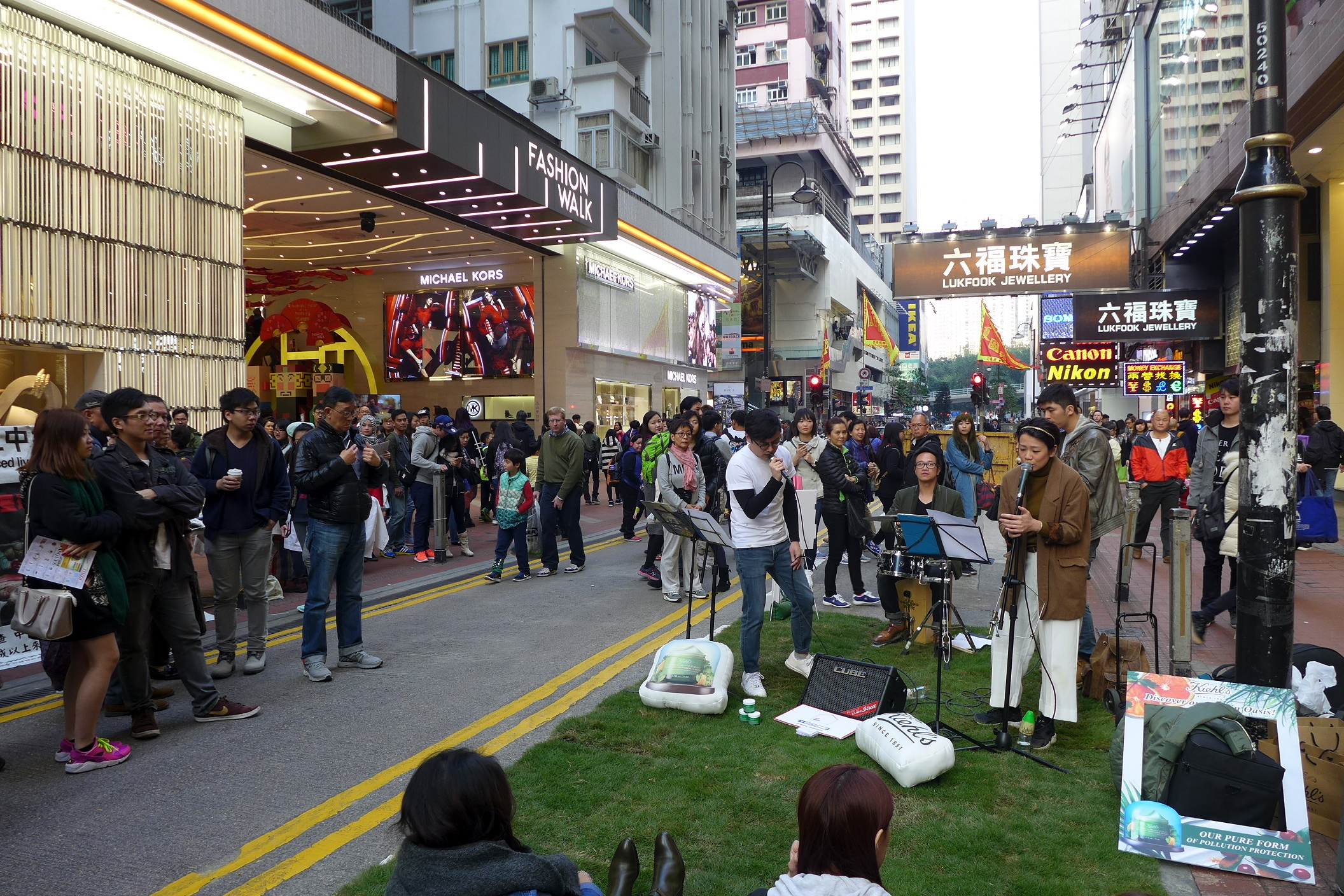
街頭表演活動（2016年）
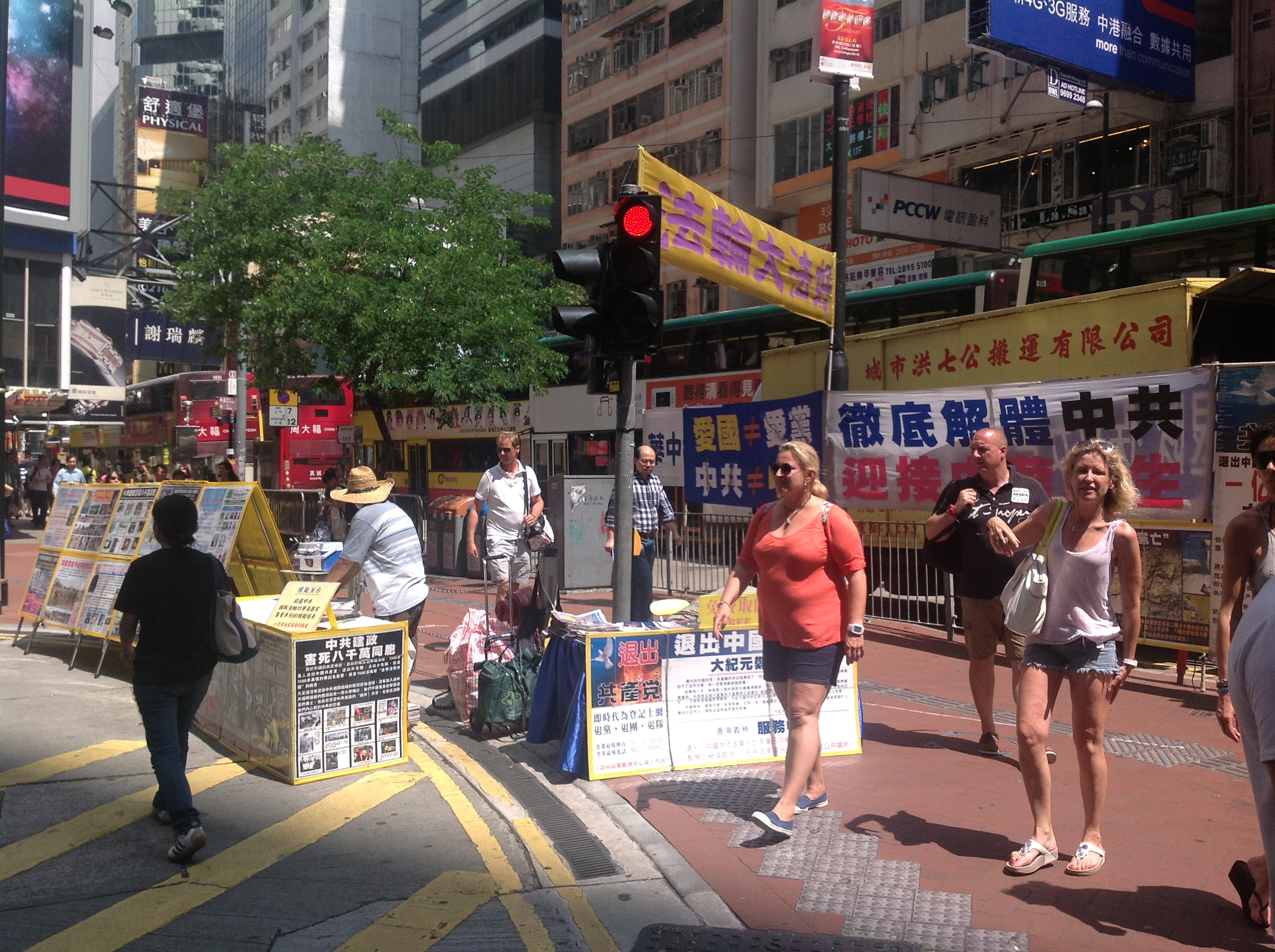
法輪功街站（2012年）
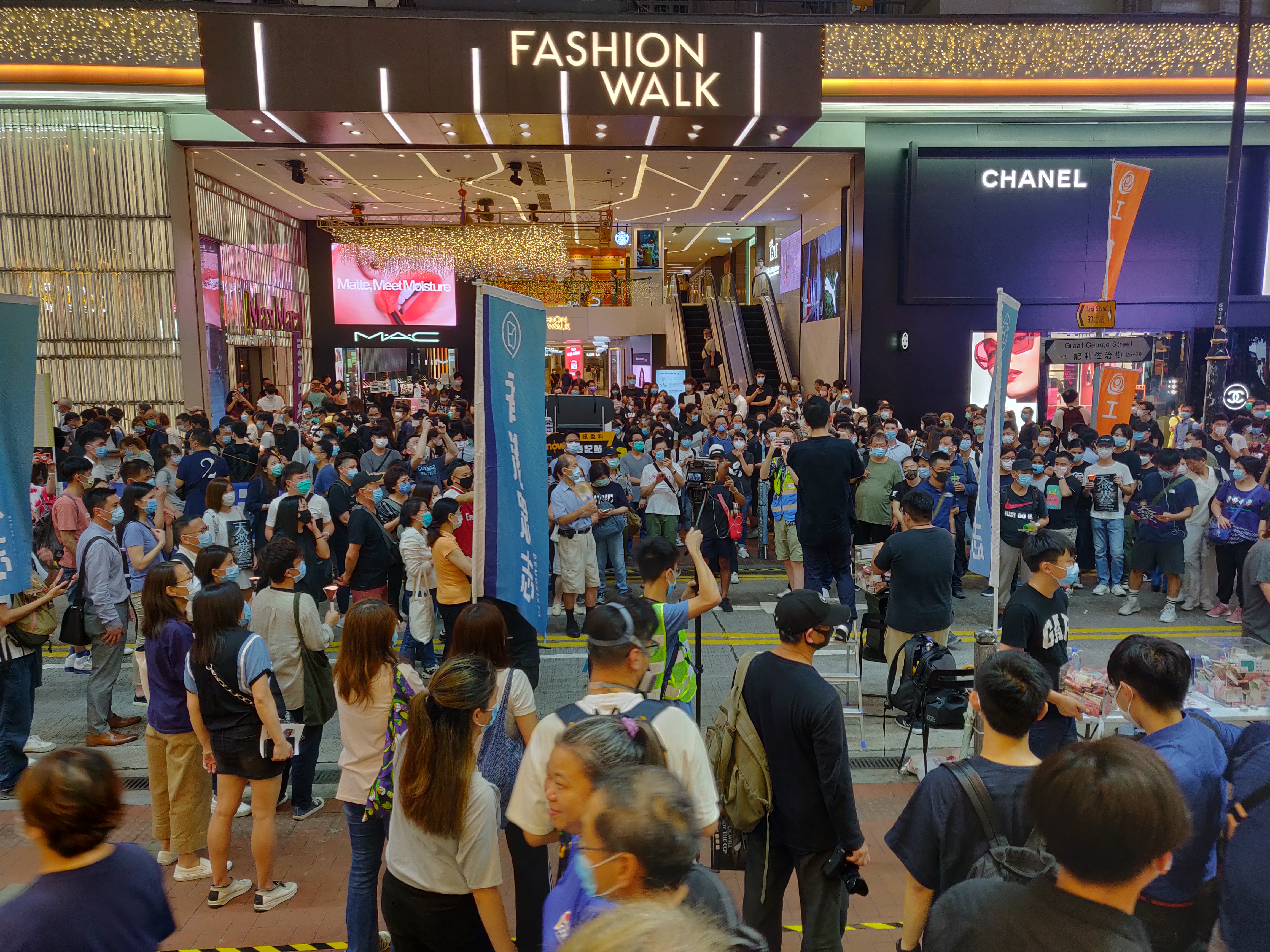
2020年6月4日，香港眾志悼念「六四」街站
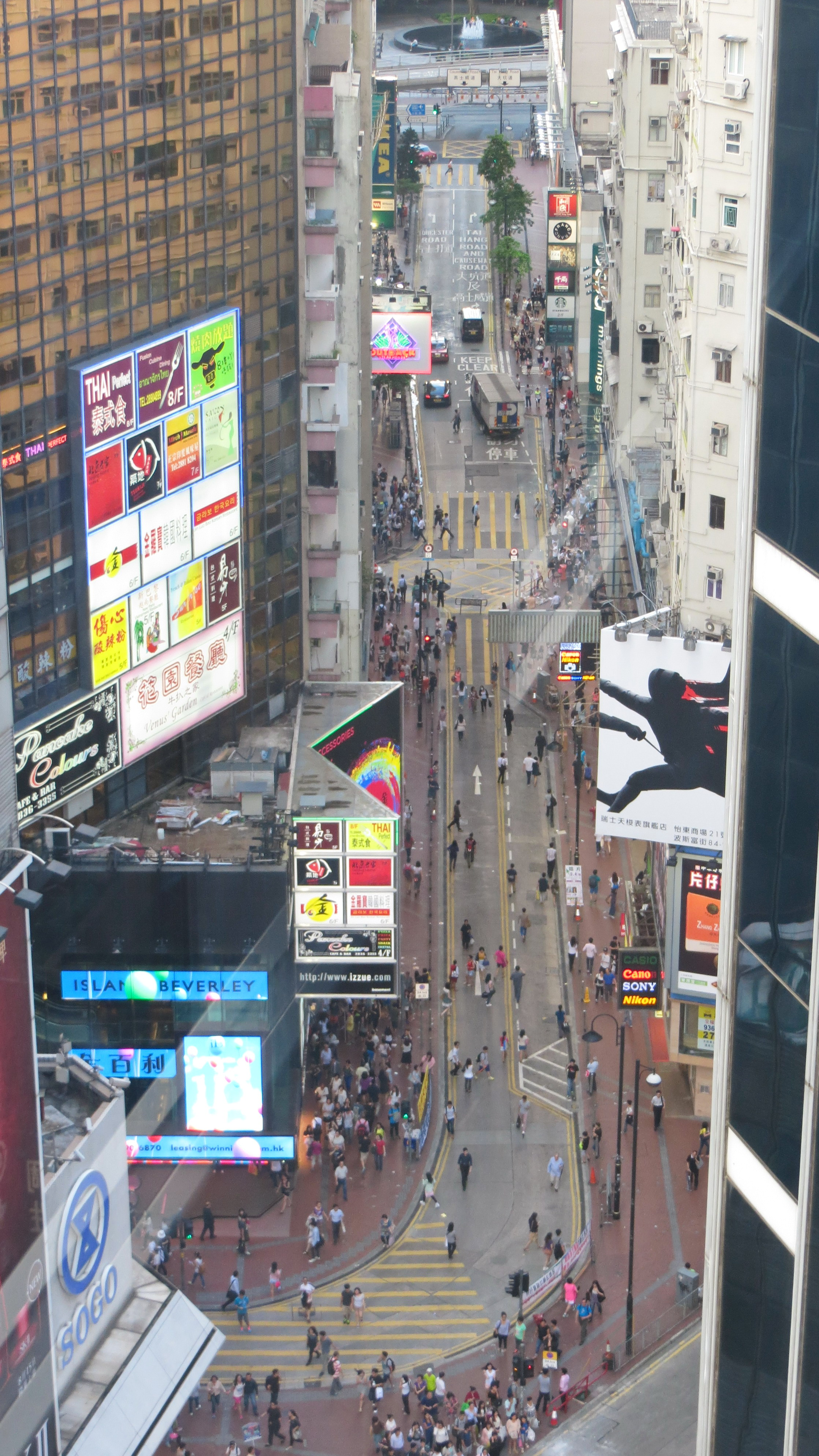
記利佐治街，從西面向東望